# الراعي الألماني الأبيض

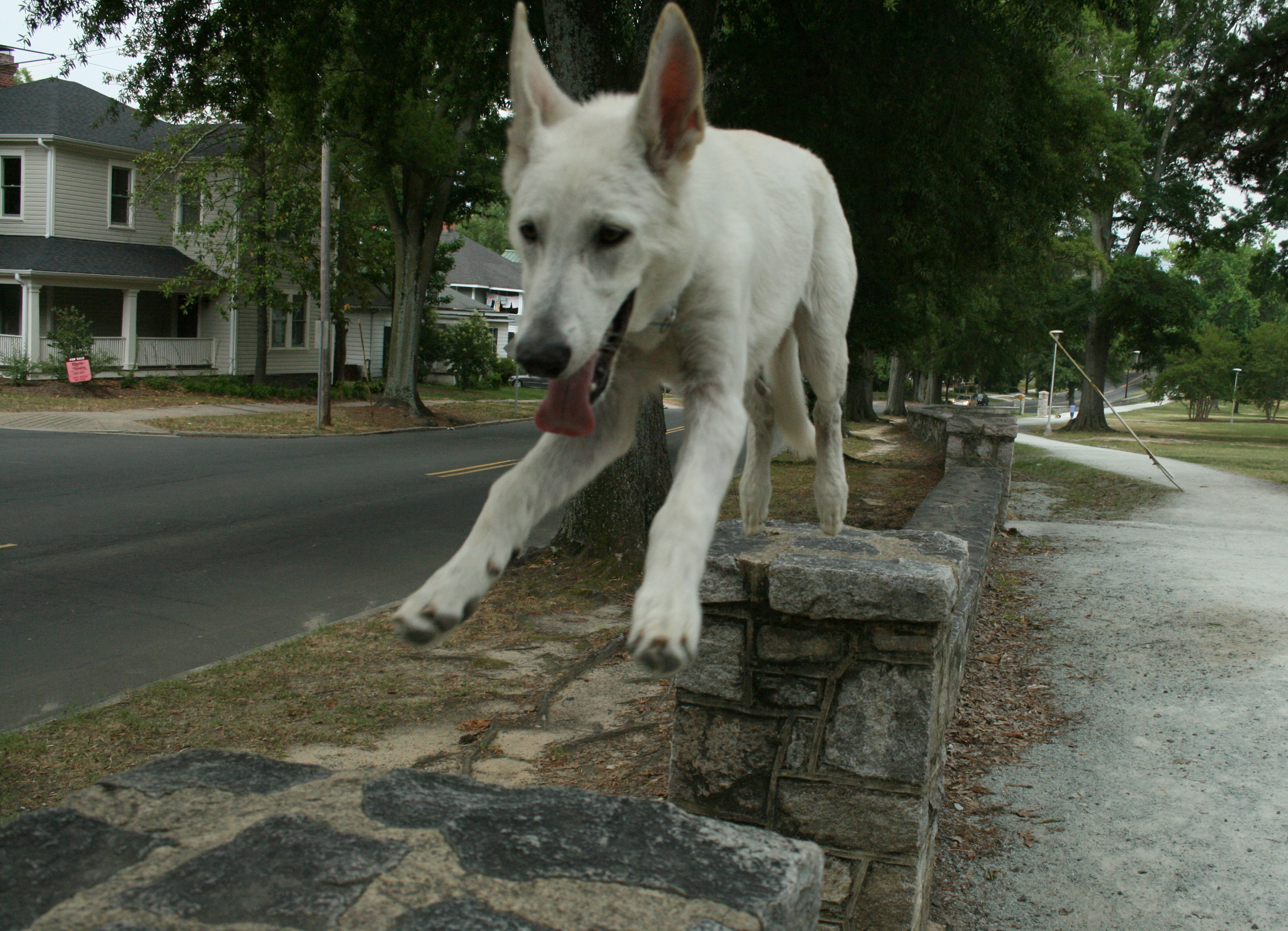

ظهر كلب الراعي الألماني الأبيض في كندا والولايات المتحدة الأمريكية وأوربا في 14 أبريل من عام 1999 وتتميز هذة نوع من الكلاب بكونه أطول من كلب كلب الراعي الألماني التقليدي ليس لها معطف مزدوج وتكون بنية الورك متوازية ويكون اخف وزنامن كلب الراعي الألماني.

## التاريخ
كان الكلب الراعي الألماني الابيض يعود تاريخ إلى اوائل قرن العشرين حيث تم إضافة جينات متنحية للشعر لكن بعد وصول كلب الراعي الألماني إلى امريكيا الشمالية بداوا العلماء بتحسين جينات الكلب وبدات العمل في الولايات المتحدة الامريكة كندا وتتميز هذة الكلاب بالطاعة والقوة ولها غريزة الراعي الابيض يتحد مع الراعي الألماني من نفس الجذور ومتشابهة في نفس المظهر والشكل وتتطورت كلب الراعي الابيض لتصبح أكثر اناقة وجمالة من بقية الكلاب ويتيز هذة انوعية من الكلاب حجم عظلاتة متوسطة يكون طويل القامة واذنين نتصبتين حيث يكون من معطف ابيض مع ذيل منحي إلى الاسفل في حالتة الطبيعية ويكون ملمس شعرة ناعم لهذا السبب لديه نفس لشراكة الجينية مع الكلب الراعي الألماني.

## استخدامه
يستخ\ هذا الكلاب في حراسة المواشي وكذلك يستخدم عند الحراسة ويستخدم في الكشف عن المخدرات وغيرها من الأعمال المهمة

## طاع أيضا
كلب الراعي الألماني
كلب الذئب سارلوس
كلب الذئب التشيكوسلوفاكي
كلب الذئب